# پادشاه سی ژو
پادشاه سی از ژو (به چینی: 周思王) با نام شخصی جی شو (به چینی: 泄叔)؛ سی‌امین پادشاه دودمان ژو و هجدهمین پادشاه ژو خاوری بود. او پس از کشتن برادرش، پادشاه آی ژو به تخت نشست ولی تنها پنج ماه بعد توسط برادر کوچک‌ترش پادشاه کائو ژو کشته شد.